# 上海公交103路
103路是上海市内由巴士一公司运营的一条公共汽车线路。本线路被评为2016年度上海市品牌线路

## 路线基本资料

### 线路走向
- 上行：自黎平路起经军工路、松花江路、安图路、延吉东路、延吉中路、延吉西路、江浦路、控江路、大连路、周家嘴路、海门路、高阳路至海拉尔路止
- 下行：自海拉尔路起经通州路、岳州路、海门路、周家嘴路、控江路、江浦路、延吉西路、延吉西路、延吉中路、延吉东路、松花江路、军工路至黎平路止

### 服务时间
- 黎平路杨树浦路：04:20-23:10
- 海拉尔路通州路：04:50-23:40

### 收费
全程单价RMB¥2，无人售票，线路实行公交换乘优惠。

### 停站
- 上行：黎平路杨树浦路 - 军工路平凉路 - 军工路周家嘴路 - 军工路控江路 - 松花江路延吉东路 - 安图路延吉东路 - 延吉东路水丰路 - 延吉东路隆昌路 - 延吉中路双阳路 - 延吉中路黄兴路 - 延吉西路江浦路 - 新华医院 - 控江路鞍山路 - 大连路新港路 - 周家嘴路保定路 - 海门路周家嘴路 - 海拉尔路通州路
- 下行：海拉尔路通州路 - 海门路周家嘴路 - 周家嘴路保定路 - 大连路周家嘴路 - 控江路打虎山路 - 控江路鞍山路 - 新华医院 - 延吉西路江浦路 - 延吉西路黄兴路 - 延吉中路双阳路 - 延吉东路隆昌路 - 延吉东路水丰路 - 延吉东路安图路 - 延吉东路松花江路 - 军工路控江路 - 军工路周家嘴路 - 军工路平凉路 - 黎平路杨树浦路[2]

### 轨道交通换乘
- 4号线：临平路站
- 8号线：延吉中路站、江浦路站、鞍山新村站

### 配车信息
以下车辆为原103路配车，2018年5月31日，21路回归巴士一公司八车队，抽取了90路、103路、723路、大桥三线的S2S(SWB6127PHEV2)配车，共38辆，103路的S2S全部被抽走。
| 车辆品牌 | 车型         | 自编号   | 牌照      | 空调品牌 |
| -------- | ------------ | -------- | --------- | -------- |
| 上海申沃 | SWB6127PHEV2 | S2S-0034 | 沪D 96117 | 上海科泰 |
| 上海申沃 | SWB6127PHEV2 | S2S-0058 | 沪D 96021 | 上海科泰 |
| 上海申沃 | SWB6127PHEV2 | S2S-0059 | 沪D 95342 | 上海科泰 |
| 上海申沃 | SWB6127PHEV2 | S2S-0060 | 沪D 95427 | 上海科泰 |
| 上海申沃 | SWB6127PHEV2 | S2S-0061 | 沪D 96007 | 上海科泰 |
| 上海申沃 | SWB6127PHEV2 | S2S-0062 | 沪D 95496 | 上海科泰 |
| 上海申沃 | SWB6127PHEV2 | S2S-0063 | 沪D 96012 | 上海科泰 |
| 上海申沃 | SWB6127PHEV2 | S2S-0064 | 沪D 95485 | 上海科泰 |
| 上海申沃 | SWB6127PHEV2 | S2S-0065 | 沪D 96143 | 上海科泰 |
| 上海申沃 | SWB6127PHEV2 | S2S-0066 | 沪D 95435 | 上海科泰 |
| 上海申沃 | SWB6127PHEV2 | S2S-0067 | 沪D 95482 | 上海科泰 |
| 上海申沃 | SWB6127PHEV2 | S2S-0068 | 沪D 96041 | 上海科泰 |
| 上海申沃 | SWB6127PHEV2 | S2S-0069 | 沪D 95477 | 上海科泰 |
| 上海申沃 | SWB6127PHEV2 | S2S-0070 | 沪D 96049 | 上海科泰 |